# Diallo Guidileye
Diallo Guidileye (* 30. Dezember 1989 in Djadjibiné, Gorgol) ist ein mauretanisch-französischer ehemaliger Fußballspieler.

## Karriere

### Verein
Guidileye kam im Kindesalter nach Frankreich, wuchs in der Umgebung der Hauptstadt Paris auf und begann bei der dort angesiedelten AS Poissy mit dem Fußballspielen. Von da aus wechselte der hauptsächlich im defensiven Mittelfeld spielende Akteur in die Jugendabteilung des Profiklubs ES Troyes AC. Er fiel durch gute Leistungen auf und durfte am 30. November 2007 mit 17 Jahren bei einer 1:2-Niederlage gegen die US Boulogne in der zweithöchsten französischen Liga debütieren, wobei er gleich über die vollen 90 Minuten auf dem Platz stand. Er wurde auf Anhieb zum Stammspieler, wurde wenig später mit einem Profivertrag ausgestattet und verpasste in den nachfolgenden Monaten kaum eine Partie. 2009 musste er allerdings den Abstieg seiner Mannschaft hinnehmen und blieb dem Verein in dieser Situation treu, wofür er 2010 mit dem direkten Wiederaufstieg belohnt wurde. In der nachfolgenden Zeit machte er weiter durch gute Leistungen auf sich aufmerksam und weckte so das Interesse mehrerer Erstligisten, darunter des Stade Brest, der ihn zu am 31. Januar 2011 für eine Ablösesumme in Höhe von 700.000 Euro verpflichtete. Auf Leihbasis durfte er bis zum Sommer in Troyes bleiben und wechselte so erst mit Beginn der Spielzeit 2011/12 nach Brest.
Während der Saisonvorbereitung im Sommer 2011 hatte er mit einer Meniskusverletzung zu kämpfen. Am 21. September 2011 wurde er bei einer Begegnung gegen den FCO Dijon in der 36. Minute für Mario Lička eingewechselt und machte damit sein erstes Spiel auf Erstliganiveau. Anschließend schaffte er bei Brest aber nicht den Durchbruch und musste sich mit sporadischen Einsätzen begnügen. Dies war teils dadurch bedingt, dass er immer noch mit Beschwerden am Meniskus zu kämpfen hatte. In der zweiten Jahreshälfte 2012 wurde er kein einziges Mal aufgeboten, was dazu führte, dass er im Januar 2013 an den Zweitligisten LB Châteauroux ausgeliehen wurde. Bei diesem erhielt er mehr Spielpraxis, ehe er im Sommer zum inzwischen in die Zweitklassigkeit abgestiegenen Stade Brest zurückkehrte. In der Saison 2013/14 konnte er sich dort einen festen Platz in der ersten Elf erkämpfen.
Im Sommer 2014 kehrte er nicht nur Brest, sondern auch Frankreich den Rücken, als er ablösefrei zum zyprischen Erstligisten AEL Limassol wechselte. Kurz darauf erfolgte sein Debüt im europäischen Wettbewerb, als er bei einem 1:0-Sieg gegen Zenit Sankt Petersburg in der Champions-League-Qualifikation über die vollen 90 Minuten auf dem Platz stand; durch ein 0:3 im Rückspiel musste sich die Mannschaft dann jedoch mit einem Startplatz in der Europa League zufriedengeben und scheiterte auch dort bereits in den Play-offs. In der nachfolgenden Zeit wurde er regelmäßig aufgeboten und kam mit der Mannschaft in der Liga nicht über eine Platzierung im Tabellenmittelfeld hinaus. Im Sommer 2015 wurde sein Vertrag nicht verlängert und er kehrte nach Frankreich zurück, um sich dem Zweitligisten AS Nancy anzuschließen. Bei Nancy erhielt er einen Stammplatz im defensiven Mittelfeld und war 2016 am Gewinn der Zweitligameisterschaft sowie dem damit verbundenen Aufstieg in die höchste Spielklasse beteiligt.
Zur Saison 2017/18 wechselte er zum türkischen Erstligisten Gençlerbirliği Ankara und zog nach einer Saison zu FK Keşlə weiter. Wie auch bei seinen beiden letzten Stationen kam er nicht mehr dauerhaft zu Einsätzen und beendete so 2019 seine Karriere.

### Nationalmannschaft
Der Nationaltrainer Alain Moizan hatte den zu diesem Zeitpunkt 18-Jährigen Guidileye 2008 in die mauretanische A-Nationalelf eingeladen, um im Rahmen der Qualifikation zur Afrikameisterschaft 2010 für diese aufzulaufen. Der Spieler entschied sich jedoch dagegen und bevorzugte eine Laufbahn in den französischen Jugendauswahlmannschaften. 2008 stand er im Kader der U-19-Mannschaft und nahm ein Jahr darauf mit der U-20 an den Mittelmeerspielen 2009 teil, wobei Frankreich den vierten Platz belegte. Dazu hatte er einige Monate zuvor im Kader der U-21 gestanden, ohne aber für diese zum Einsatz zu kommen.
2013 entschied sich Guidileye doch noch zugunsten einer Karriere in der mauretanischen Auswahl, für die er weiterhin spielberechtigt war, da er für Frankreich lediglich im Jugendbereich angetreten war. Am 8. September 2013 debütierte er im Alter von 23 Jahren bei einem 0:0-Remis gegen Kanada als Nationalspieler seines Heimatlandes und wurde in den darauffolgenden Jahren regelmäßig in das Team berufen. Insgesamt absolvierte er 24 Spiele für Mauretanien.